# Camptocladius binodulosus
Camptocladius binodulosus är en tvåvingeart som först beskrevs av Jean-Jacques Kieffer 1921.  Camptocladius binodulosus ingår i släktet Camptocladius och familjen fjädermyggor.
Artens utbredningsområde är Tyskland. Inga underarter finns listade i Catalogue of Life.